# 敬天新聞社
敬天新聞社（けいてんしんぶんしゃ）とは、新聞発行団体であり、「敬天新聞」を発行している。社主は白倉康夫。埼玉県戸田市に本拠を構え、「国士啓蒙運動」を唱えて「国賊は討て」のスローガンのもと、新聞紙・web・街宣活動で社会の不条理を糾す活動を行なっている。
政治家・企業・詐欺組織の不正を糾弾し、名誉棄損で度々訴えられるも、悪い奴に名誉などないと自負する。